# Desmiphora lineatipennis
Desmiphora lineatipennis là một loài bọ cánh cứng trong họ Cerambycidae.